# Markópoulo Mesogéas
Markopoulo Mesogaias (en grec : Μαρκόπουλο Μεσογαίας, en français : Marcopoulo de Mésogée) est un dème situé dans le district régional de l'Attique de l'Est dans la périphérie de l'Attique en Grèce, dénommé ainsi pour le différencier du village de Markópoulo (Marcopoulo d'Oropos) au nord du même district régional.
C'est dans ce dème que se situe Brauron (actuellement Vravrona), lieu mythique du sacrifice d'Iphigénie.
Aux Jeux olympiques d'Athènes de 2004, la municipalité de Markopoulo Mesogaias a accueilli les installations olympiques d'équitation et de tir.

## Galerie

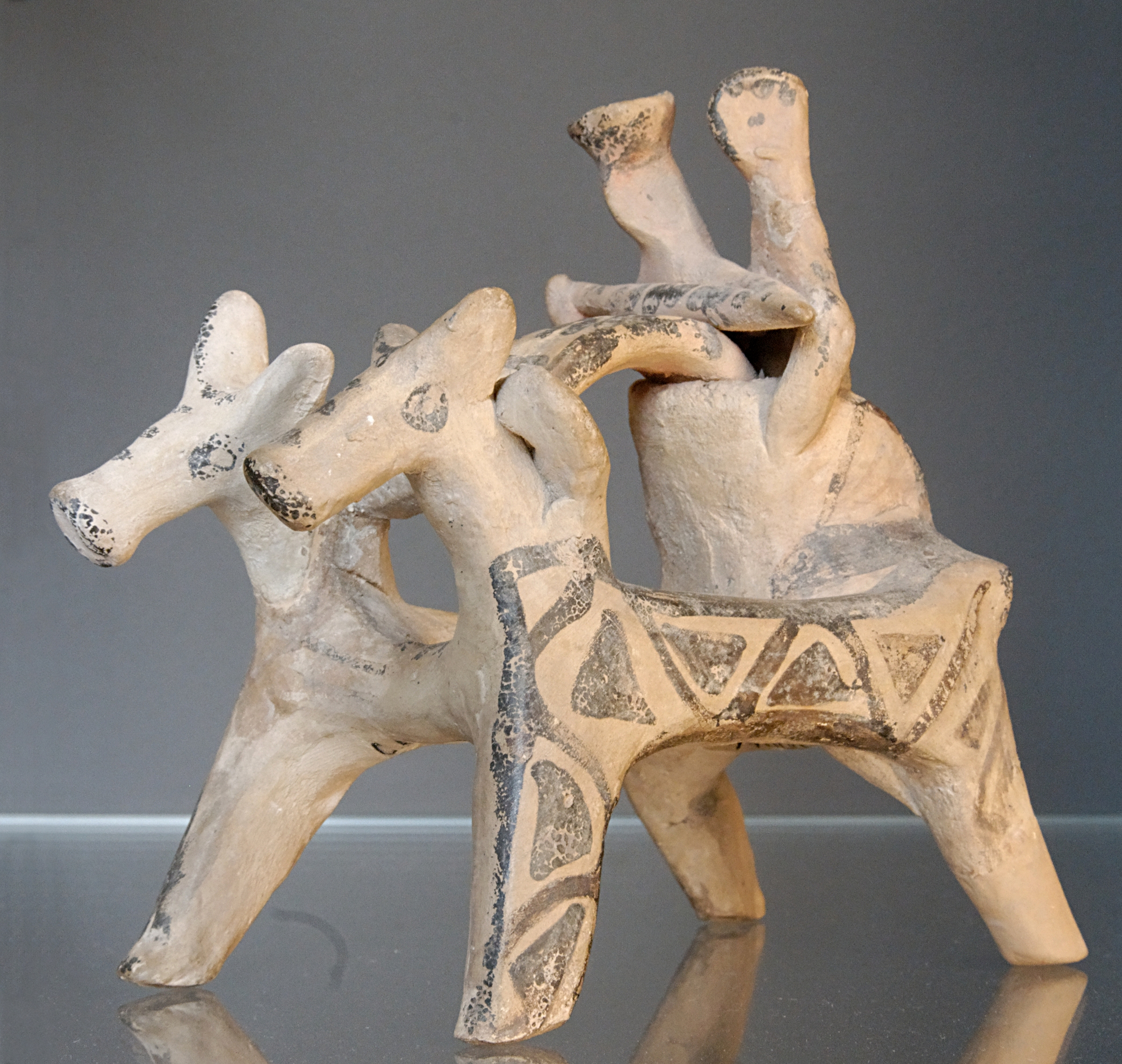
Deux personnages dans un bige (char à deux chevaux). Terre cuite, Helladique Récent IIIA-IIIB (vers 1400-1200 av. J.-C.). Département des Antiquités grecques, étrusques et romaines du Louvre. Provenance : Markopoulo, Attique.
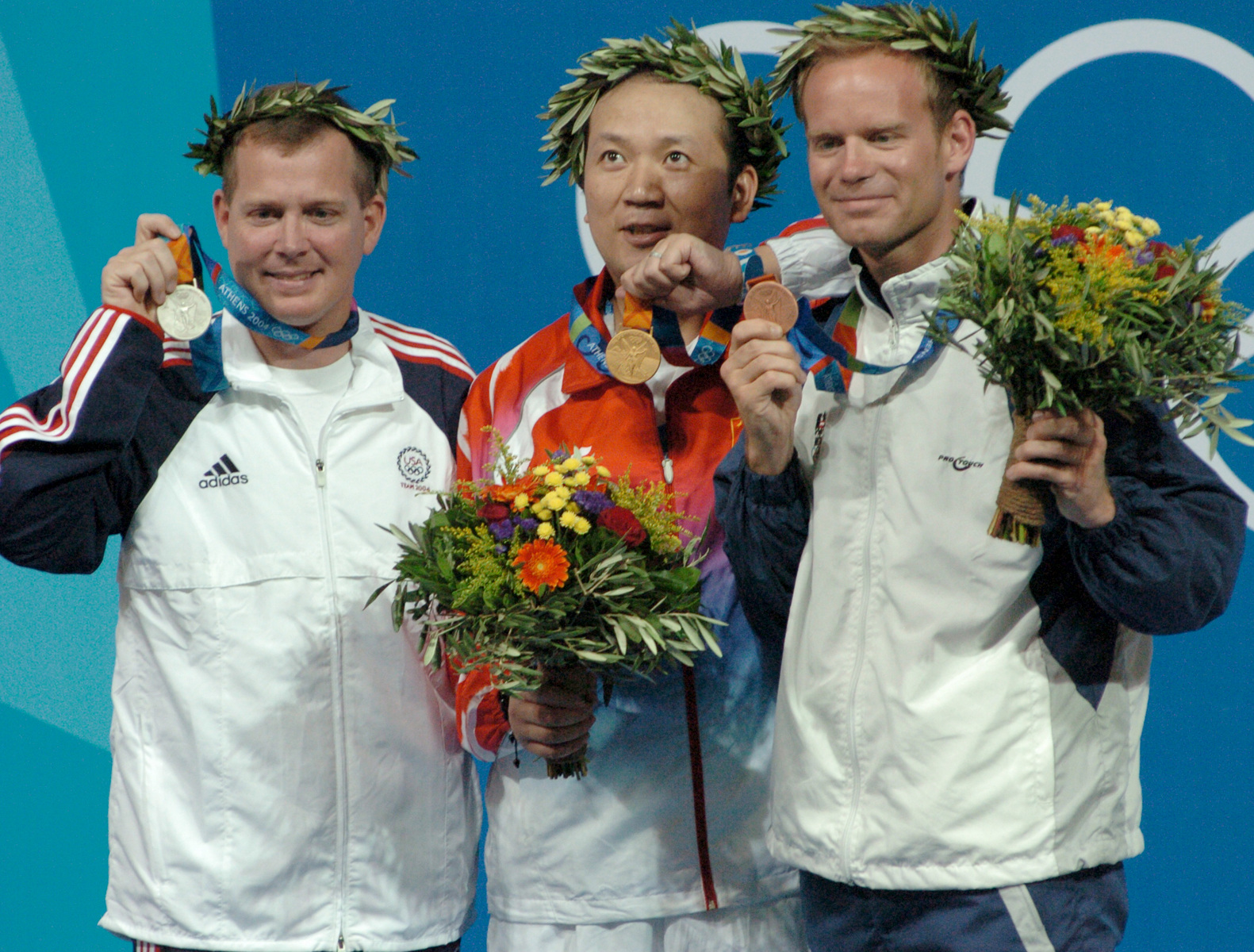
Podium de la Carabine 3 positions à 50 mètres hommes, à Markopoulo, le 22 août 2004. De gauche à droite: Michael Anti (argent), Jia Zhanbo (or) et Christian Planer (bronze).